# John Larroquette
John Bernard Larroquette (nascido em 25 de Novembro de 1947) é um Ator e Diretor norte-americano, vencedor do Emmy Award. Seus trabalhos mais conhecidos incluem os personagens Dan Fielding na série Night Court e Mike McBride em McBride. Juntou-se ao elenco de Boston Legal (no Brasil, Justiça Sem Limites) no outono de 2007.

## Biografia

### Primeiros passos
Larroquette nasceu em Nova Orleans, Louisiana, EUA filho de Bertha Oramous Helmstetter, uma caixa de loja de departamentos, e John Edgar Larroquette, que estava na marinha americana. Enquanto criança estudou instrumentos de sopro e se mudou para Los Angeles, California em 1973.

## Carreira
Fez um papel como narrador na versão original de O Massacre da Serra Elétrica (1974) do diretor Tobe Hooper. 
Seu papel mais memorável em séries "sérias" foi na série de nome Baa Baa Black Sheep, dos anos 70, onde ele interpretava um fuzileiro naval americano chamado Luke Witkowski.
Larroquette abriu suas portas na TV na novela Doctors' Hospital, e talvez seja bem lembrado (principalmente nos EUA) pelo personagem Dan Fielding em Night Court, papel pelo qual o ator venceu o Emmy Award em 1985, 1986, 1987, e 1988. Em 1989, pediu para não ser indicado ao Emmy. Suas 4 vitórias consecutivas foram, à época, um recorde. Night Court era transmitido no canal NBC de 1984 até 1992. Somente Larroquette, Harry Anderson, e Richard Moll (como Bull Shannon) apareceram em todos os episódios da série.
Larroquette mais tarde estrelou o The John Larroquette Show no papel de John Hemmingway. O programa agradou aos críticos e muitos seguidores cult. 
Estrelou em filmes como Second Sight, com Bronson Pinchot, and Madhouse, com Kirstie Alley. Outros filmes em que Larroquette teve papéis significantes incluem: Blind Date, Stripes, Meatballs Part II, Summer Rental, Star Trek III: The Search for Spock, JFK e Riquinho. 
Em 2003, Larroquette narrou o remake de O Massacre da Serra Elétrica, do diretor Marcus Nispel produzido por Michael Bay, desta vez devidamente creditado. De 2004 a 2006, ele interpretou o papel título na série McBride.
Em Junho de 2007, The Insider relatou que Larroquette estava escalado para se juntar ao elenco de Boston Legal. [ligação inativa]
Em 2008 e em 2012 teve uma pequena participação no seriado "Chuck" da NBC como o agente Ron Montgomery.
Atualmente é Jenkins (Galeas/Sir Galahad) na série The Librarians.